# Ле Казе (Пескара)
Ле Казе (итал. Le Case) је насеље у Италији у округу Пескара, региону Абруцо.
Према процени из 2011. у насељу је живело 41 становника. Насеље се налази на надморској висини од 228 м.